# John McAslan
John Renwick McAslan, CBE (* 15. února 1954 Dunoon) je britský architekt a ředitel společnosti John McAslan + Partners.

## Osobní a profesní život
John Renwick McAslan se narodil roku 1954 v západoskotském Dunoonu, kde vystudoval gymnázium, po němž absolvoval Dollar Academy a Edinburskou univerzitu. Na ní v roce 1978 obdržel magisterský titul (MA) v architektuře. Praxi získal u bostonské architektonické společnosti Cambridge Seven Associates, založené roku 1962. V roce 1980 se připojil k architektonické kanceláři Richard Rogers and Partners. Následně se stal ředitelem vlastní společnosti John McAslan + Partners, v níž se také podílí na realizaci zakázek.
John McAslan + Partners získaly za své návrhy více než 75 mezinárodních cen. Roku 2011 obdržely ocenění RIBA International Awards za projekt Iron Market v haitské metropoli Port-au-Prince.
John McAslan publikuje v odborných zahraničních časopisech a novinách, stejně tak vydává monografie, jakou se stala například publikace nazvaná Transforming King’s Cross, která přináší detailní popis uznávaného projektu přestavby londýnského nádraží King's Cross s rozpočtem 547 miliónů liber. Druhou knihu na toto téma vydal, stejně jako první, v roce 2012 pod titulem Discovering King's Cross.
Roku 1997 architekt zřídil dobročinný fond John McAslan Family Trust na podporu uměleckých a vzdělávacích projektů na území Spojeného království i v zahraničí. V roce 2009 fond získal dunoonskou stavbu Burgh Hall s cílem zřídit v ní místo střetávání různých druhů umění a víceúčelové komunitní centrum, které má návštěvníkům přinášet rozmanité kulturní události.

## Výběr realizovaných projektů
- Euston Circus, Londýn, 2013

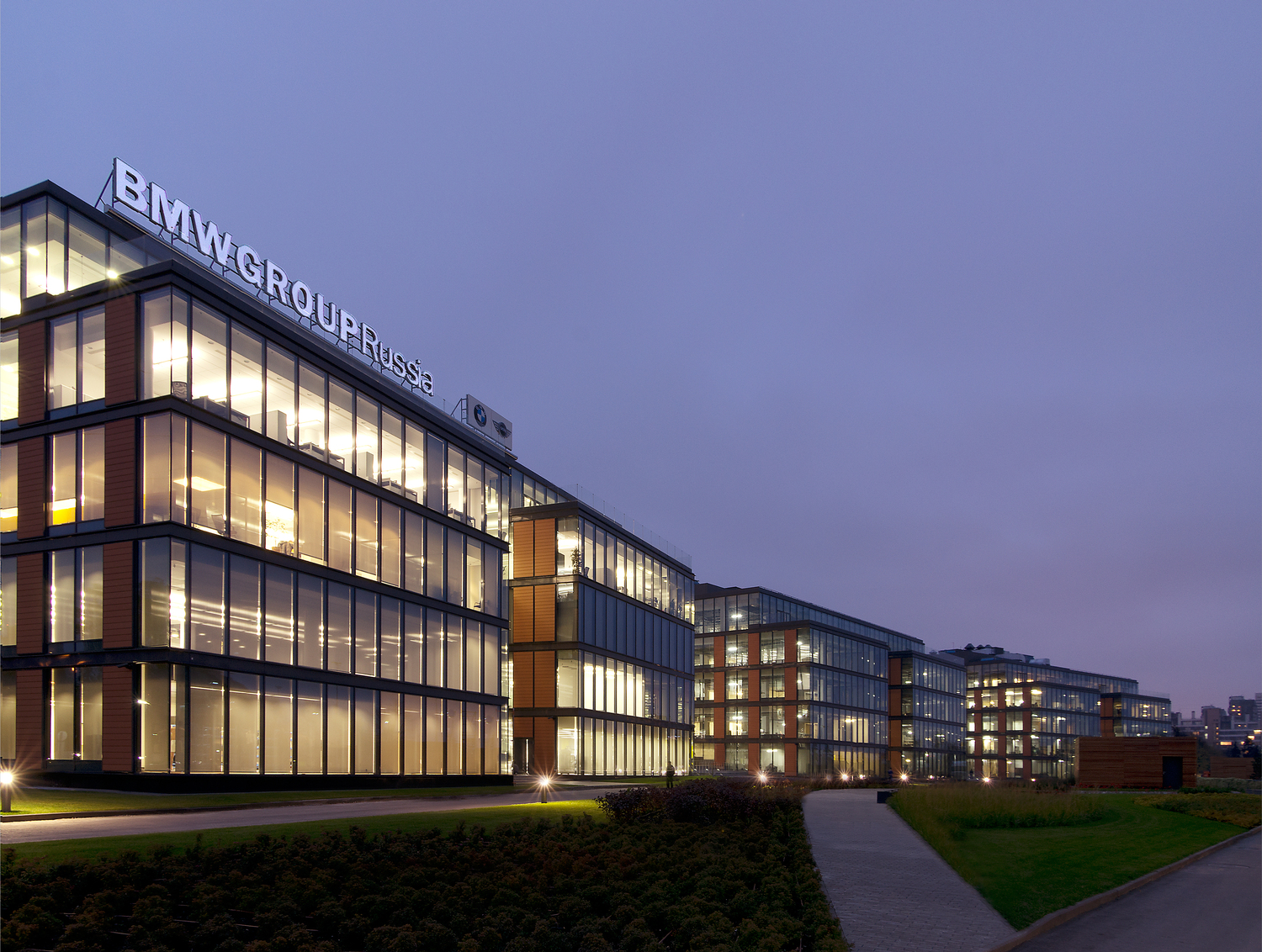
Olympijský park, Moskva

- Oasis Academy Hadley, Londýn, 2013
- Park Olympia (Олимпия Парк), Moskva, 2012
- Olympic Energy Centres, Londýn, 2012
- nádraží King's Cross, Londýn, 2012
- Wellington House, Londýn, 2012
- Dulwich College, Londýn 2011
- School of Oriental and African Studies, University of London, 2011
- Iron Market, Port-au-Prince, Haiti, 2011
- Malawi Schools, Malawi, 2010
- Charles Carter Building, Lancaster University, 2010
- Metro v Dillí, 2010
- Stanislavsky Factory, Moskva, 2010
- Park Hyatt Hotel, Dauhá, 2010
- Mandarin Oriental Hotel and Apartments, Dauhá, 2010
- Heritage Houses, Dauhá, 2010
- Royal Academy of Music, Londýn, 2009
- Electro, Petrohrad, 2009
- Ciftci Towers, Zincirlikuyu, 2009
- Campden Hill, Londýn, 2009
- Britské velvyslanectví, Alžírsko, 2009
- Crossrail Bond Street, Londýn, 2009
- Trinity College of Music, Londýn, 2007
- Kigali Memorial Centre, Rwanda, 2007
- centrála Max Mara, Itálie, 2004
- Royal Academy of Music, Londýn, 2002
- Swiss Cottage Central Library, Londýn, 2003
- Florida Southern College, 2000
- centrála Yapi Kredi Bank, Turecko, 2000